# マルチェッロ・ヴィオッティ
- マルチェロ・ヴィオッティ

マルチェッロ・ヴィオッティ（Marcello Viotti, 1954年6月29日 - 2005年2月16日）はスイス出身の指揮者。

## 略歴
スイスのフランス語圏において、イタリア人の両親のもとに生まれる。ローザンヌ音楽院でチェロ・ピアノ・声楽を学ぶ。青年時代にヴォルフガング・サヴァリッシュに師事し、その激励を得てオペラ界に進出した。1980年代から1990年代にかけて、ルツェルン、ウィーン、ブレーメン、ベルリンなどヨーロッパの多くの歌劇場で音楽監督を務める。世界中の歌劇場を客演して、プラシド・ドミンゴのような歌手と、オペラ以外の分野でも録音を行なった。最晩年には、ミュンヘン放送管弦楽団やヴェネツィアのフェニーチェ劇場で指揮者を務めた。2005年2月に脳卒中に倒れ、それから1週間後にミュンヘンの病院で他界した。
日本では、1993年以降日本フィルハーモニー交響楽団を度々指揮し、1998年以降は客演指揮者に就任している。2000年には新国立劇場でプッチーニの『トスカ』を指揮した。
息子のロレンツォ・ヴィオッティは、2026年から東京交響楽団の音楽監督に就任予定。